# 남동현 (베트남)
남동현(베트남어: Huyện Nam Đông / 縣南東)은 베트남 북중부 지방 트어티엔후에성에 위치했던 현이다. 2025년 1월 1일을 기해 푸록현에 흡수합병 되었다.

## 행정 구역
남동현은 1시진, 9사를 관할하고 있었다.

### 시진
- 케쩨 시진 (Khe Tre / 溪椥市鎭)

### 사
- 흐엉흐우사 (Hương Hữu / 香有社)
- 흐엉록사 (Hương Lộc / 香祿社)
- 흐엉푸사 (Hương Phú / 香富社)
- 흐엉선사 (Hương Sơn / 香山社)
- 흐엉쑤언사 (Hương Xuân / 香春社)
- 트엉로사 (Thượng Lộ / 上露社)
- 트엉롱사 (Thượng Long / 上隆社)
- 트엉녓사 (Thượng Nhật / 上日社)
- 트엉꽝사 (Thượng Quảng / 上廣社)